# Ronela Hajati
Ronela Hajati, född 2 september 1989 i Tirana, är en albansk popsångerska, låtskrivare och dansare som ska representera Albanien i Eurovision Song Contest 2022 med låten "Sekret". Låten skapade stor uppståndelse i ESC 2022.

## Karriär
Hajati deltog under tidiga 2000-talet i det albanska talangprogrammet Ethet e së premtes mbrëma men lyckades inte ta sig vidare till finalprogrammen. Hon deltog även som 16-åring i det liknande talangprogrammet Star Academy på TV Klan. 2006 debuterade Hajati tillsammans med Orgesa Zaimi i Kënga Magjike med låten "Requiem". De tilldelades priset "Tendence" i finalen. 2007 släppte hon sin första singel "Me ty nuk shkoj" som komponerats av Flori Mumajesi. 
2009 debuterade Hajati i Top Fest med låten "Shumë Nice" som gjorts av Stine. Med låten tog hon sig till finalen och där nominerades hon i kategorin bästa R&B-låt. Samma år deltog hon i Kënga Magjike 11 med låten "Kam frikë të të dua" som skrivits av Big Basta. 2010 deltog hon för andra året i rad i Kënga Magjike då hon ställde upp med låten "Harroje" som hon själv skrivit med musik av Flori Mumajesi. Hon tilldelades i tävlingen TV-priset och slutade på en 17:e plats. 2011 deltog hon i Kënga Magjike 13 med låten "Neles" tillsammans med Skillz. I finalen tilldelades hon priset "Best Feauturing".
2012 deltog Hajati för andra gången i Top Fest. Denna gång hette hennes bidrag "Nuk ka me kthim" med vilket hon tog sig till semifinalen i tävlingen. 2013 släppte hon låten "Mala Gata" tillsammans med Elgit Doda. 2013 deltog Hajati för femte gången i Kënga Magjike. Hennes bidrag, "Mos ma lsho", hade hon skrivit själv med musik av Elgit Doda. Hon tog sig med låten till finalen av tävlingen där hon slutade på 11:e plats med 448 poäng. Hon tilldelades även internet-priset.
2014 släppte hon hitlåten "Veç na" tillsammans med Agon Amiga som skrevs av Zzap & Chriss med musik av Getoar Selimi. Låtens officiella musikvideo släpptes den 2 juli. Hajati skrev ett bidrag som deltog i Festivali i Këngës 53 i december 2014, låten "Ti s'më njeh" som framfördes av Erga Halilaj. Med låten slutade Halilaj 11:a i tävlingen.
Under sommaren 2015 skulle Hajati släppa singeln "Tiger" men på grund av tvister kring låten släpptes den aldrig. I november samma år spelade hon in videon till singeln "A do si kjo" som bland annat innefattade en sekvens där hon tillsammans med en grupp personer i heltäckande svarta kläder dansade på körande bilar. Kontrovers uppstod på grund av att lokalbefolkning misstog Hajatis följe för att tillhöra Isis. Efter händelsen gick Hajati ut och bad om ursäkt för inspelningen. Själva videon släpptes i slutet på december 2015 och låten blev en stor hit och toppade listorna i Albanien under flera veckor. I april 2016 släppte hon låten "Amini".

## Diskografi

### Singlar
- 2006 – "Requiem" (feat. Orgesa Zaimi)
- 2007 – "Me ty nuk shkoj"
- 2009 – "Shumë Nice"
- 2009 – "Kam frikë të të dua"
- 2010 – "Harroje"
- 2011 – "Neles"
- 2012 – "Nuk ka me kthim"
- 2013 – "Mala Gata" (feat. Elgit Doda)
- 2013 – "Mos ma lsho"
- 2014 – "Veç na" (feat. Agon Amiga)
- 2015 – "A do si kjo"
- 2016 – "Amini"

### Sånger som låtskrivare
- 2014 – "Ti se din se" (framförd av Samanta Karavello)
- 2014 – "Mos ik" (framförd av Matilda Shushari)
- 2014 – "Mama" (framförd av Arjana Bushati)